# What Love Is
What Love Is (Brasil: O Que É o Amor ) é um filme estado-unidense de 2007, do gênero comédia romântica, escrito e dirigido por Mars Callahan, e estrelado por Cuba Gooding Jr., Matthew Lillard, Sean Astin, Anne Heche e Gina Gershon.

## Recepção
O filme recebeu críticas negativas e ganhou o voto de dezessete por cento dos críticos do Rotten Tomatoes e quatorze do Metacritic. O filme arrecadou apenas 19 000 dólares em cerca de quarenta e duas salas de cinema.

## Lançamento em vídeo
O filme foi lançado em DVD no dia 1 de abril de 2008.